# Lottie Tham
Helga Liselott "Lottie" Tham, född (Persson) 18 april 1949, är en av huvudägarna till Hennes & Mauritz. Hon är även ledamot och delägare i andra stora svenska företag samt ägare till Jacobsbergs säteri i Södermanland.
Lottie Tham är dotter till H&M:s grundare Erling Persson och syster till Stefan Persson. Hon är gift med Pieter Tham med vilken hon har tre barn.